# Становщиково (Середняковское сельское поселение)
Становщиково — деревня в Костромском районе Костромской области. Входит в состав Середняковского сельского поселения.

## География
Находится в юго-западной части Костромской области на расстоянии приблизительно 5 км на юг-юго-запад по прямой от железнодорожной станции Кострома-Новая в правобережной части района.

## История
В 1872 году здесь было учтено 10 дворов, в 1907 году отмечено было 37 дворов.

## Население
Постоянное население составляло 169 человек (1872 год), 173 (1897), 180 (1907), 80 в 2002 году (русские 98 %), 113 в 2022.